# Vickers-Carden-Loyd commercial light tank
Vickers-Carden-Loyd commercial light tank — «комерційний» легкий танк фірми Vickers-Armstrong. Розроблений в 1933 р., в різних модифікаціях випускався з 1933 по 1940 р. Призначався виключно для експорту.

## Серійний випуск
У грудні 1933 р. Литва закупила 16 легких танків Vickers-Carden-Loyd mod. 1933, озброєних 7,7-мм кулеметом. Ці машини надійшли до Литви наприкінці 1934 р. У травні 1936 литовські військові закупили ще 16 танків аналогічної конструкції. Ці бойові машини склали 2-у і 3-ю роти єдиного литовського танкового батальйону.
У середині 1930-х років спробу оснастити свою армію сучасними танками зробила і Латвія. У 1935 р. у фірми Vickers-Armstrong закупили 18 легких танків Vickers-Carden-Loyd mod.1934, причому 12 з них були озброєні кулеметами, а шість — 40-мм гарматами в баштах збільшеного розміру. До літа 1940 р. всі ці машини входили до складу, так званої, технічної дивізії.
Після приєднання Прибалтики до СРСР литовські та латвійські «комерційні Виккерс» увійшли до складу Червоної Армії. Всі вони надійшли в 12-й механізований корпус, формування якого почалося на території Приб-ВО навесні 1941 р. Станом на 22 червня 1941 р. в дивізіях 12-го мехкорпусу було 42 легких танка «Віккерс». З цієї кількості лише п'ять з 40-мм гарматами (всі — в 23-й танковій дивізії), інші — з кулеметами. Ще один «Віккерс» з 40-мм гарматою надійшов для випробувань на НДБТПолігон в Кубинку, де в музеї він розташований досі. По бойовій тривозі було виведено лише 13 «Віккерсів», інші частково залишено в парках. Англійські танки взяли участь у контрударі 12-го мехкорпусу в перші дні Німецько-радянської війни, що завершився невдачею. До 7-липня 1941 року в строю залишалося лише шість танків «Віккерс».
У 1934 р. один зразок легкого танка mod. 1933 був закуплений Фінляндією, дві машини — Швейцарією. Кілька танків mod. 1934 в 1937 р. придбала Аргентина.
Найбільша кількість танків Vickers-Carden-Loyd було замовлено для Голландської Ост-Індії. Перші два танки mod.1934 надійшли у листопаді 1937 р. Після їх випробувань, 8 березні 1939 р. надійшло замовлення на 73 лінійних танка. Ще 45 командирських машин замовили 26 червня 1939 р., Всі танки повинні були бути озброєні 7,7-мм кулеметами Vickers. Замовлення на командирські машини не були виконані, що ж стосується лінійних танків, то до початку Другої світової війни англійці виготовили 24 танки. 20 з них голландці встигли відправити в Ост-Індію, а чотири машини застрягли в порту Амстердама, де в травні 1940 р. їх захопили німці (за іншими даними ці танки були підбиті в бою). Інші 49 машин були виготовлені, але голландцям не достались. У зв'язку з катастрофічним становищем з танками після Дюнкерка, британський уряд реквізував їх. Ці машини використовувалися для підготовки танкістів у навчальному центрі в Бовінгтоні.
«Віккерси», які прибули в Ост-Індію, брали участь у боях з японцями на о. Борнео в грудні 1941 р. і особливо активно — на о. Ява, аж до капітуляції голландських військ 9 березня 1942 р. частина танків була втрачена в боях, частина захоплена японцями та використовувалася ними аж до 1945 р.
У 1936 р. фірмою Vickers виготовлено та поставлено до Бельгії 42 танки Vickers Т.15. Ці танки надійшли в усі полки обох бельгійських кавалерійських дивізій. Кожний полк мав у своєму розпорядженні шість танків цього типу. По три машини було у 1-й і 2-й дивізіях Арденнських стрільців. У 1940 р. кілька Т.15 захопили німці та використовували їх згодом для несення поліцейської служби на території окупованої Бельгії.

## Конструкція та модифікації
Model 1933 — первісний базовий варіант. Клепані корпус та башта. Остання могла бути як циліндричної, так і граненої форми. Моторне відділення розташовувалося праворуч, а ліворуч від нього, за перегородкою — бойове та відділення управління. Озброєння — кулемет Vickers калібру 7,7 мм. Двигун — Meadows EST потужністю 90 к.с. Підвіска — блокована. На кожному борту розташовувалися по два двокаткових балансирних візки, підвішені на четвертьеліптичних листових ресорах. Макс, швидкість — до 65 км/год. Бойова маса 3,8 т. Екіпаж 2 особи.
Model 1934 — ходова частина з блокованою підвіскою на спіральних пружинах. Залежно від вимог замовника машини цієї модифікації розрізнялися формою башт і озброєнням.
Т.15 — варіант танка Model 1934 для Бельгії. На відміну від англійського зразка ця машина мала башту конічної форми.